# Jackson megye (Nyugat-Virginia)
Jackson megye az Amerikai Egyesült Államokban, azon belül Nyugat-Virginia államban található. Megyeszékhelye Ripley, legnagyobb városa Ravenswood. Lakosainak száma 27 791 fő (2020. április 1.). Jackson megye Wood, Mason, Putnam, Kanawha, Wirt, Roane és Meigs megyékkel határos.

## Népesség
A megye népességének változása:
| Lakosok száma | 29 249 | 29 298 | 29 267 | 29 178 | 29 237 | 27 791 |
|               | 2010   | 2011   | 2012   | 2013   | 2015   | 2020   |